# Ozodicera (Ozodicera) phallacantha
Ozodicera (Ozodicera) phallacantha is een tweevleugelige uit de familie langpootmuggen (Tipulidae). De soort komt voor in het Neotropisch gebied.